# Арканзас Сити (Канзас)
Арканзас Сити (енгл. Arkansas City) град је у америчкој савезној држави Канзас.

## Демографија
По попису из 2010. године број становника је 12.415, што је 452 (3,8%) становника више него 2000. године.
| Група             | 2000.          | 2010.         |
| Белци             | 10.203 (85,3%) | 8.990 (72,4%) |
| Афроамериканци    | 539 (4,5%)     | 487 (3,9%)    |
| Азијати           | 77 (0,6%)      | 79 (0,6%)     |
| Хиспаноамериканци | 535 (4,5%)     | 2.149 (17,3%) |
| Укупно            | 11.963         | 12.415        |